# Penygraig
Penygraig ou Pen-y-graig est un village et une communauté du borough de comté de Rhondda Cynon Taf, au pays de Galles.

## Géographie
Penygraig est situé dans la vallée de la Rhondda Fawr, juste au sud de la ville de Tonypandy.

## Démographie
Au recensement de 2011, la communauté de Penygraig comptait 5 554 habitants.